# 南山大学短期大学部
南山大学短期大学部（なんざんだいがくたんきだいがくぶ、英語: Nanzan Junior College）は、愛知県名古屋市昭和区山里町18に本部を置いていた日本の私立大学である。1968年に設置され、2020年に廃止された。大学の略称は南短。

## 概観

### 大学全体
- 愛知県名古屋市昭和区に所在した日本の私立短期大学で、設置主体は学校法人南山学園[1]。
- 1968年に南山短期大学として開学。当初は英語科のみの1学科体制体制だったが学科の増設により、1973年度〜1999年度入学生まで2学科、2000年度入学生より再び当初と同じ学科体制となる。
- 2016年度の入学生を最後に[注釈 3]、短期大学としての使命を終える[4]。

### 建学の精神（校訓・理念・学是）
- 南山短期大学の教育モットーは「人間の尊厳のために」となっている。それに基づいて以下にあげる4つの教育目標がある。
- 全人性：知の探究と実現。
- 宗教性：キリスト教精神による教育。
- 地域性：地域社会との深い結びつき。
- 国際性：自己を知る国際人になること。
- 基督教精神に基づく「人間の尊厳」の深い理解と人間愛の実践が教育理念となっている。

### 教育および研究
- 南山短期大学に設置されている学科は、現在英語科のみとなっている。「オーラルコミュニケーション」・「英文法」・「ライティング」・「リスニング」などの基礎科目のほか、「コミュニケーション論」や「スピーチとディベート」などの表現演習系列科目、「比較文化」や「イギリス文化研究」などの文化理解系列科目、「国際協力論」や「国際関係論」などの国際協力系列科目、「早期英語教育」や「英語教育実践論」などの英語教育系列科目がある。英語をベースとして語学・文化・歴史などをまんべんなく学ぶという意味合いが込められていることがうかがえる。日本語禁止の授業もある。また、留学プログラムにも力を入れている。
- このほか、「キリスト教学」と題した科目を学ぶことが義務付けられている。
- 過去にあった人間関係科は、自らの体験から学ぶ体験学習により現実の人間関係に即応しうる人間関係能力を高める人材育成をねらいとして設置されたものとなっていた。当名称の学科が設置された短期大学は全国でもはじめてのものとなっていた。1980年4月より養護学校などでのフィールドワークが導入されていた。卒業者総数は2,839人となっている。

### 学風および特色
- 少人数教育を重視しており、学生の出席状況には厳しくチェックがなされていた。課外授業では、「クリスマス聖式」や「国際協力講演会」などが開講されている。
- 『プレジデント』誌に掲載された上場企業の「女性社長・役員になりやすい大学ベスト30」に本学の短期大学部が全国にある大学のなかでベスト30位以内中、20位に入っており、短期大学としては1位にランキングされている。

## 沿革
- 1968年

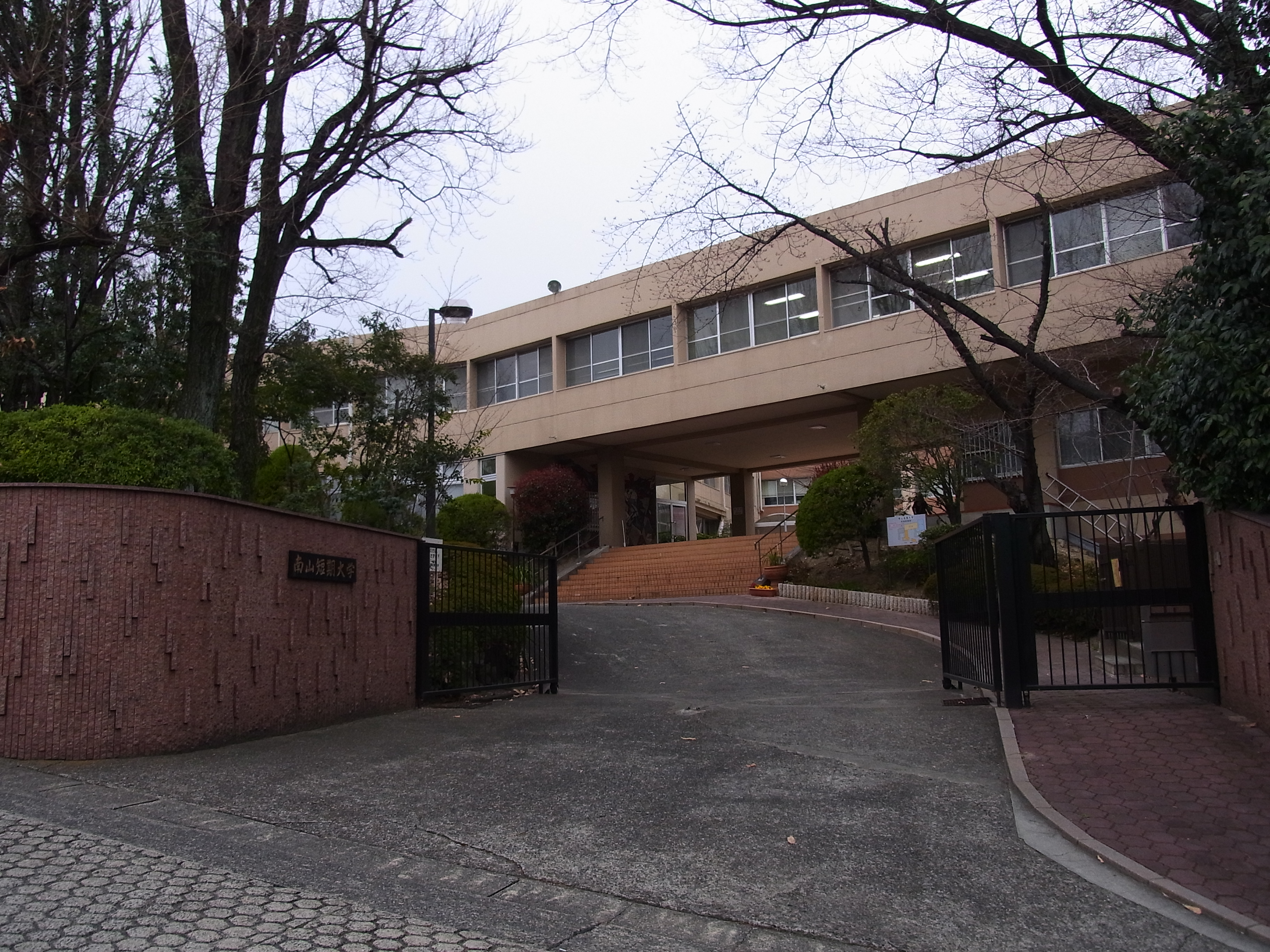
昭和区隼人町にあった南山短期大学（2011年）

  - 2月3日 左記を以て文部省[注 4]より短期大学の設置が認可される。[5][6]
  - 4月1日 南山短期大学が以下の学科体制にて開学[注 5]。
    - 英語科 入学定員100名[注 6]

  - 5月1日 学生数[10]/定員
    - 英語科 135[注釈 4]/100
- 1971年
  - 4月1日 英語科の入学定員を100→150に増員[注 7]。
  - 5月1日 学生数[15]/定員
    - 英語科 353[注釈 4]/250
- 1973年
  - 4月1日 以下の学科を増設する[16]。
    - 人間関係科 入学定員100名[注 8]

  - 5月1日 学生数[18]/定員
    - 英語科 505[注釈 4]/300
    - 人間関係科 96[注釈 4]/100
- 1976年
  - 4月1日 英語科の入学定員を150→200に増員[注 9]。
  - 5月1日 学生数[22]/定員
    - 英語科 538[注釈 4]/350
    - 人間関係科 232[注釈 4]/200
- 1985年
  - 5月1日 学生数[23]/定員
    - 英語科 495[注釈 4]/400
    - 人間関係科 204[注釈 4]/200
- 1986年
  - 5月1日 学生数[24]/定員
    - 英語科 483[注釈 4]/400
    - 人間関係科 217[注釈 4]/200
- 1987年
  - 5月1日 学生数[25]/定員
    - 英語科 503[注釈 4]/400
    - 人間関係科 209[注釈 4]/200
- 1992年
  - 5月1日 学生数[注 10]/定員
    - 英語科 527[注釈 4]/400
    - 人間関係科 201[注釈 4]/200
- 1999年
  - 4月1日 以下の学科については、この年度で学生募集を最終とする[注 11]。
  - 5月1日 学生数[30]/定員
    - 英語科 511[注釈 4]/400
    - 人間関係科 216[注釈 4]/200
- 2001年
  - 5月29日 以下の学科・専攻については左記をもって正式に廃止とする[31]。
    - 人間関係科
- 2005年
  - 4月1日 英語科の入学定員を200→250に増員[32]。
- 2011年
  - 4月1日 以下変更点を列挙する[33]。
    - 南山短期大学→南山大学短期大学部[注 12]
    - 英語科の入学定員を250→150に減員。
- 2014年
  - 1月 平成26年度大学入試センター試験参加短期大学の1校となる[34]。
- 2015年
  - 1月 平成27年度大学入試センター試験参加短期大学の1校となる[35]。
- 2016年
  - 1月 平成28年度大学入試センター試験参加短期大学の1校となる[36]。　
  - 4月1日 この年度で短期大学としての学生募集を最終とする[注釈 3]。
- 2020年
  - 10月23日 左記をもって文部科学省より正式に廃止の認可を受ける[4]。

## 基礎データ

### 所在地
- 愛知県名古屋市昭和区山里町18[注釈 1]

### 象徴
- カレッジマークは、丸地で上部に聖書の絵と「Nanzan Junior College」という文字が描かれたものとなっている[注 13]。

## 教育および研究

### 組織

#### 学科
- 英語科 入学定員150名[注 14]
- 人間関係科 入学定員100名[注 15]

#### 専攻科
- なし

#### 別科
- なし

#### 取得資格について
- 中学校教諭二種免許状（英語）が設置されていた[43]。年によって多少の変動はあるものの毎年およそ30名程度が取得していた。

#### 附属機関
- 南山短期大学図書館：所蔵数は69,500冊となっている。

### 研究
- 『南山短期大学紀要』[注釈 2]

## 学生生活

### 主たるイベント
- 入学式：隣接する南山教会で執り行われる。パイプオルガンや同学ハンドベル部による演奏も行われる。
- オーラルインタープリテーションフェスティバル：1980年頃から続いている伝統的行事の一つ。「朗読会」とも。英語のほかにスペイン語・ドイツ語・フランス語などの発表も行なわれる。年に2回行われる。
- 高校生オーラルインタープリテーションフェスティバル：参加者を高校生に限定したもの。優秀者は12月の回でも発表の場が設けられる。
- チャリティーコンサート：南山教会大聖堂で行われる、ハンドベル部やヴォックスアンジェリカ部によるコンサート。入場券代はフィリピンのストレートチルドレン支援などに使われる。
- 卒業式：入学式同様、南山教会で執り行われる。

### 部活動・クラブ活動・サークル活動
南山短期大学には、正式に公認されているクラブ活動として以下のものがある。
- 体育系のクラブ：テニス・ジャズダンス・バレーボール・バドミントン・エアロビクスほか
- 文化系のクラブ：E・S・S・華道・スペイン語・ギター・美術・ゴスペル・茶道・書道・ボランティア・パイプオルガン・ハンドベルほか

### 学園祭
- 南山大学短期大学部の学園祭は短大の略称からとって「南短祭」と呼ばれ、毎年概ね10月に行われている。学生会による様々な催し物のほか、各クラス・サークルによる催しが2日間に渡って行われる。催し物のひとつに純白のドレスを格安で着て写真撮影できるものなどがある。

## 大学関係者と組織

### 大学関係者組織
- 卒業生の会として「南翔会」がある。

### 大学関係者一覧
教職員
- フーベルト・フラッティン - 初代学長
- 竹内敏晴-元教授。演出家。
- 酒井ツギ子 - 元人間関係科講師。

出身者
- 三田村光土里 - 現代美術家
- 橋本美穂 - フリーアナウンサー
- 若杉直美 - フリーアナウンサー・ラジオパーソナリティ
- 田中優夏（中退） - モデル、タレント
- 大島真寿美 - 小説家
- 白木夏子 - 実業家・社会起業家

## 施設

### キャンパス
- 交通アクセス：名古屋市営地下鉄名城線八事日赤駅から徒歩8分。

## 対外関係

### 系列校
- 南山大学